# Liostola nitida
Liostola nitida är en skalbaggsart som beskrevs av Dmytro Zajciw 1962. Liostola nitida ingår i släktet Liostola och familjen långhorningar. Inga underarter finns listade i Catalogue of Life.